# Distrikt Santo Tomás de Pata
Der Distrikt Santo Tomás de Pata liegt in der Provinz Angaraes in der Region Huancavelica im südwestlichen Zentral-Peru. Der Distrikt wurde am 10. Mai 1955 gegründet. Er besitzt eine Fläche von 139 km². Beim Zensus 2017 wurden 1516 Einwohner gezählt. Im Jahr 1993 lag die Einwohnerzahl bei 782, im Jahr 2007 bei 1828. Sitz der Distriktverwaltung ist die 3156 m hoch gelegene Ortschaft Santo Tomás de Pata mit 449 Einwohnern (Stand 2017). Santo Tomás de Pata liegt 35 km ostsüdöstlich der Provinzhauptstadt Lircay.

## Geographische Lage
Der Distrikt Santo Tomás de Pata liegt im ariden Andenhochland im Südosten der Provinz Angaraes. Der Distrikt liegt am Westufer des nach Norden störmenden Río Cachi.
Der Distrikt Santo Tomás de Pata grenzt im äußersten Südwesten an den Distrikt Lircay, im Nordwesten an den Distrikt Secclla, im Nordosten an den Distrikt San Antonio de Antaparco, im Osten an die Distrikte Santiago de Pischa und San José de Ticllas (beide in der Provinz Huamanga) sowie im Süden an den Distrikt Vinchos (ebenfalls in der Provinz Huamanga).